# SN 1998av
SN 1998av – supernowa odkryta 22 marca 1998 roku w galaktyce A105607-0411. W momencie odkrycia miała maksymalną jasność 23,30m.